# Michał Bogusławski (podróżnik)
Michał (Michael) Bogusławski, pseudonim Krokodyl (ur. 7 stycznia 1952 w Warszawie) – polski podróżnik, żeglarz, kapitan jachtowy, autor i działacz jacht-klubowy w Ameryce Płn.

## Podróże lądowe
W wieku 17 lat wyjechał z Polski do Kanady. Podjął pracę przy badaniach geofizycznych w północnej Albercie i w Arktyce. Był też kierowcą dalekobieżnych ciężarówek i górnikiem w kopalniach złota i miedzi. 
Przerwał studia historyczne na Uniwersytecie Torontońskim. Przejechał w młodości rowerem trasę Toronto-Vancouver (4400 km). Podróżował po Europie, Azji Południowo-Wschodniej i Afryce. Przemierzył terenowym samochodem północną Saharę i część Azji. Znany z wielu terenowych, transkontynentalnych podróży motocyklem po całej Ameryce Północnej.
Jako instruktor narciarski udzielał lekcji na prawie wszystkich kontynentach. Instruktor windsurfingu na Barbados. W Toronto prowadzi własną firmę budowlaną.

## Najważniejsze osiągnięcia żeglarskie
Jako nastolatek pływał kajakiem i na żaglówce “Cadet” po Wiśle i jeziorach mazurskich. Później, jako kapitan jachtowy żeglugi wielkiej opłynął prawie cały świat.
Do jego najważniejszych wyczynów należą m.in.: zajęcie III miejsca w oceanicznych regatach Vancouver-Hawaje; przepłynięcie z Darwin w Australii (poprzez Ocean Indyjski i Atlantycki oraz Wielkie Jeziora) do Toronto w Kanadzie. Pełnił funkcję I oficera w rejsie polonijnym z Detroit do Gdyni na jachcie "Julianna" (24m). Jako kapitan poprowadził słynną “Zjawę IV” z Ushuaia w Argentynie przez stację Arctowskiego (współrzędne φ 62° 09′ 34″ S, λ 58° 28′ 15″ W) i Horn do Antarktydy. Był to pierwszy polski jacht pod żaglami, który dopłynął do stałego lądu Antarktydy. Po opuszczeniu stacji Arctowskiego pokonali 190 mil morskich do Cape Ann na Półwyspie Arctowskiego (22.01.2004; współrzędne φ 64° 35′ S, λ 62° 27′ W).. Co zajęło im dwa i pół dnia żeglując przez Cieśninę Gerlache'a w huraganowych warunkach z awarią silnika. Na Przylądku Anna należącego do Półwyspu Arctowskiego dokonali wyczynu opuszczając jacht na pontonie. Cała załoga chciała uczestniczyć w tym wyczynie i zejść na stały ląd Antarktydy. . Po czym ruszyli w drogę powrotną,  przez cieśninę Melchior między wyspami Antwerpia i Brabant i dotarli do Ushuaia. Ponownie poprowadził "Zjawę IV " z inną załogą okrążając Horn i docierając do stacji Arctowskiego. W 2006 roku kapitanował w rejsie jachtu “Fazisi” z Karaibów do Gdyni.

## Działalność klubowa
Współzałożyciel Polsko-Kanadyjskiego Jacht Klubu w Toronto. Pełnił funkcję komandora PCYC "White Sails" w Toronto i wicekomandora Polish Yachting Association w Chicago. Przedstawiciel na Kanadę elitarnego stowarzyszenia żeglarskiego “Bractwo Kaphornowców”.

## Wyróżnienia i odznaczenia
Złota Odznaka Polskiego Związku Żeglarskiego;
Odznaczenie Orła Białego komendanta Garnizonu Gdynia;
Kanadyjski Medal za Odwagę za uratowanie tonącej kobiety z First Nations z plemienia Odzibwejów w wodach Georgian Bay;
Tytuł “Polonijnego Żeglarza Roku” nadany przez polonijny magazyn żeglarski "Nasze Żagle”, Toronto (2002);
III nagroda w konkursie Rejs Roku “Głosu Wybrzeża” i tytuł "Rejsu Roku" przyznawany przez polonijną kapitułę żeglarską Ameryki Północnej w Nowym Jorku (za rejs na Antarktydę “Zjawą IV”).
Laureat Międzynarodowej Nagrody “Conrady – Indywidualności Morskie” (2009).

## Publikacje
- Sterując na gwiazdy - USA (2002)
- 99 węzłów pod Hornem - USA (2007)[9]